# Jody Morris
Ne doit pas être confondu avec Judy Morris.
Pour les articles homonymes, voir Morris.
Jody Steven Morris, couramment appelé Jody Morris, est un footballeur puis entraîneur anglais, né le 22 décembre 1978 à Hammersmith, Angleterre. Évoluant au poste de milieu de terrain, il est principalement connu pour ses saisons à Chelsea, Millwall et St Johnstone, ainsi que pour avoir été international anglais espoirs.
Reconverti en entraîneur, il rencontre un grand succès avec les équipes de jeunes de Chelsea, remportant notamment le quadruplé lors de la saison 2017-2018.
En mai 2018, il devient l’assistant de son ancien coéquipier à  Chelsea, Frank Lampard, à Derby County.
En juillet 2019, il revient à Chelsea à la suite de la nomination de Lampard au poste d’entraineur.
Le  25 janvier 2021, il est limogé avec Frank Lampard de  Chelsea.

## Biographie

### Carrière en club
Il est formé à Chelsea en compagnie de son grand ami John Terry. Il devient le plus jeune joueur de l'histoire du club à jouer en Premier League, lorsqu'il dispute une rencontre contre Middlesbrough le 4 février 1996 à l'âge de 17 ans et 43 jours.
Il dispute un total de 124 matches de championnat pour les Blues, portant même parfois le brassard de capitaine, lorsque Gianluca Vialli en est l'entraîneur. Il ne joue toutefois pas la finale de la Coupe des coupes remportée par Chelsea en 1998, ni la Supercoupe de l'UEFA qui se joue quelques semaines plus tard. À la suite de l'arrivée de Claudio Ranieri sur le banc, et avec la densité au milieu de terrain (Roberto Di Matteo, Dennis Wise, Didier Deschamps ou encore Emmanuel Petit), son temps de jeu diminue.
Il joue ensuite brièvement pour Leeds United et Rotherham United, avant de se stabiliser à Millwall, même si une longue blessure aux ligaments croisés gâche quelque peu la fin de sa période aux Lions.
Il découvre ensuite la Scottish Premier League en s'engageant pour St Johnstone, où il retrouve comme entraîneur Derek McInnes qui avait été son partenaire à Millwall. Son passage en Écosse es une réussite, et quand Derek McInnes quitte le club pour prendre les rênes de Bristol City, il est nommé assistant du nouvel entraîneur Alec Cleland, tout en continuant à être joueur par ailleurs.
Quelques mois plus tard, Derek McInnes arrive à le recruter à Bristol City, club où il termine sa carrière.
Depuis la fin de sa carrière de joueur, il est l'entraîneur en chef des équipes de jeunes de son club formateur, Chelsea.

### Carrière en équipe nationale
Avec les moins de 20 ans, il participe à la Coupe du monde des moins de 20 ans en 1997. Lors du mondial junior organisé en Malaisie, il joue quatre matchs : contre la Côte d'Ivoire, les Émirats arabes unis, le Mexique et l'Argentine. Les Anglais atteignent les huitièmes de finale du mondial.

## Palmarès
- Chelsea :
  - Vainqueur de la Coupe d'Europe des vainqueurs de coupes en 1998 avec Chelsea
  - Vainqueur de la Supercoupe de l'UEFA en 1998 avec Chelsea
  - Vainqueur de la Coupe d'Angleterre (FA Cup) en 2000
  - Vainqueur du Charity Shield en 2000

- St Johnstone :
  - Champion de First Division (D2) en 2009